# Naomi Sedney
Naomi Sedney (Zoetermeer, 17 december 1994) is een Nederlandse atlete, die zich heeft toegelegd op de sprint. Vooralsnog boekte zij op dit atletiekonderdeel vooral successen op estafettegebied. Zo is zij nationaal mederecordhoudster op de 4 × 100 m estafette en veroverde zij in 2016 de Europese titel op dit onderdeel. Naomi Sedney is de oudere zus van atlete Zoë Sedney. Ze nam tweemaal deel aan de Olympische Spelen.

## Biografie

### Goud op EJOF in 2011
Sedney startte op achtjarige leeftijd bij ARV Ilion in Zoetermeer met atletiek, op aandringen van haar ouders. Hoewel zij als jeugdatlete vooral met de meerkamp, het standaard startprogramma voor kinderen van die leeftijd, in aanraking kwam, bleek haar aanleg voor de sprint al gauw. Uiteindelijk werden het dan ook de specifieke sprintonderdelen, waarop zij zich in de loop van de jaren focuste.
In 2011, het jaar waarin zij haar eerste nationale titel op de 100 m bij de B-junioren veroverde, deed Sedney tevens haar eerste internationale ervaring op. Zij werd uitgezonden naar het Europees Jeugd Olympisch Festival in het Turkse Trabzon, waar zij deel uitmaakte van de nationale meisjesploeg op de 4 × 100 m estafette. Samen met Tessa van Schagen, Sacha van Agt en Nadine Visser veroverde zij daar de gouden medaille in 45,93 s.

### WK U20-finale in 2012
Het was vooral dit estafetteresultaat dat Sedney een jaar later opnieuw een plaats opleverde in een 4 × 100 m estafetteploeg, de meisjesploeg ditmaal voor de wereldkampioenschappen voor junioren in Barcelona. Voorafgaand was zij op de Nederlandse juniorenkampioenschappen op de 100 m tweede geworden achter Tessa van Schagen. Deze twee, aangevuld met Miquella Lobo, Marloes Duijn en reserve Sacha van Agt, namen in Barcelona de 4 × 100 m estafette voor hun rekening. Het leverde hen in de finale een zesde plaats op in 45,22, nadat de Nederlandse vier eerder in de serie tot 44,68 was gekomen.

### Brons op EK U20 2013
Weliswaar maakte Naomi Sedney op het gebied van het verbeteren van haar eigen beste tijden op de 100 en 200 m in haar laatste jaren als junior weinig ontwikkeling door (op de 100 m 11,86 in 2012, 11,89 in 2013; op de 200 m 24,61 in 2012, 24,52 in 2013), op estafettegebied was zij op grond van haar eerdere prestaties inmiddels uitgegroeid tot een vaste waarde in de meisjesploeg die aantrad op internationale toernooien. En dus was de Zoetermeerse er op de Europese kampioenschappen voor junioren in het Italiaanse Rieti opnieuw bij. Dat een goed op elkaar ingespeeld team op een estafetteonderdeel hoog kan eindigen, bewezen op de 4 × 100 m estafette vervolgens Tessa van Schagen, Sacha van Agt, Naomi Sedney en Eefje Boons. Nadat het Nederlandse viertal eerder haar serie had gewonnen in 44,75, kwam hetzelfde viertal in de finale zelfs tot 44,22, elf honderdste van een seconde verwijderd van het nationale jeugdrecord uit 2010. Het leverde hen de bronzen medaille op, want alleen de teams van Groot-Brittannië (eerste in 43,81) en Frankrijk (tweede in 44,00) waren sneller.

### Reserve voor EK 2014
In 2014, haar eerste jaar bij de senioren, wist Naomi Sedney zich op de sprintnummers weer iets te verbeteren, liep zij zich op de Nederlandse kampioenschappen zowel op de 100 als de 200 m in de finale, met op de laatste afstand een vierde plaats als beste resultaat en werd zij op grond van haar ervaring als estafetteloopster gekozen in de ploeg voor de Europese kampioenschappen in Zürich. Aangezien ze bij deze gelegenheid als reserveloopster was opgesteld, kwam zij in Zürich verder niet in actie.

### EK U23 + WK 2015
Het jaar 2015 zal wellicht te boek komen te staan als het jaar van Naomi Sedneys definitieve doorbraak. Reeds in het winterseizoen toonde zij haar gegroeide vorm aan door op Nederlandse indoorkampioenschappen in Apeldoorn haar eerste medaille op een NK voor senioren te veroveren; achter gevestigde sprintgrootheden als Dafne Schippers en Jamile Samuel werd zij op de 60 m derde in 7,47. Kort ervoor had zij haar PR op dit onderdeel in Gent op 7,45 gesteld.
Tijdens het buitenseizoen bevestigde Sedney haar verbeterde sprintsnelheid. Bij de FBK Games in Hengelo kwam zij in de 100-meterrace waarin Dafne Schippers met 10,94 als eerste Nederlandse de elf secondenbarrière doorbrak, tot een vijfde plaats in 11,34 (+ 1,8 m/s). Een week later verbeterde zij ook haar beste 200 m-tijd aanzienlijk: in het Belgische Oordegem kwam zij met 23,71 (+0,1 m/s) voor het eerst binnen de 24 seconden uit. Vervolgens moest zij op de Europese kampioenschappen voor atleten onder 23 jaar in Tallinn op de individuele 100 m alleen twee Duitse en een Franse atlete voor laten gaan en eindigde zij in 11,62 als vierde. Dat resultaat was ook voor haar weggelegd op de 4 × 100 m estafette. In dezelfde samenstelling als twee jaar eerder in Rieti liepen Tessa van Schagen, Sacha van Agt, Naomi Sedney en Eefje Boons naar een tijd van 44,46, exact gelijk aan die in hun serie.

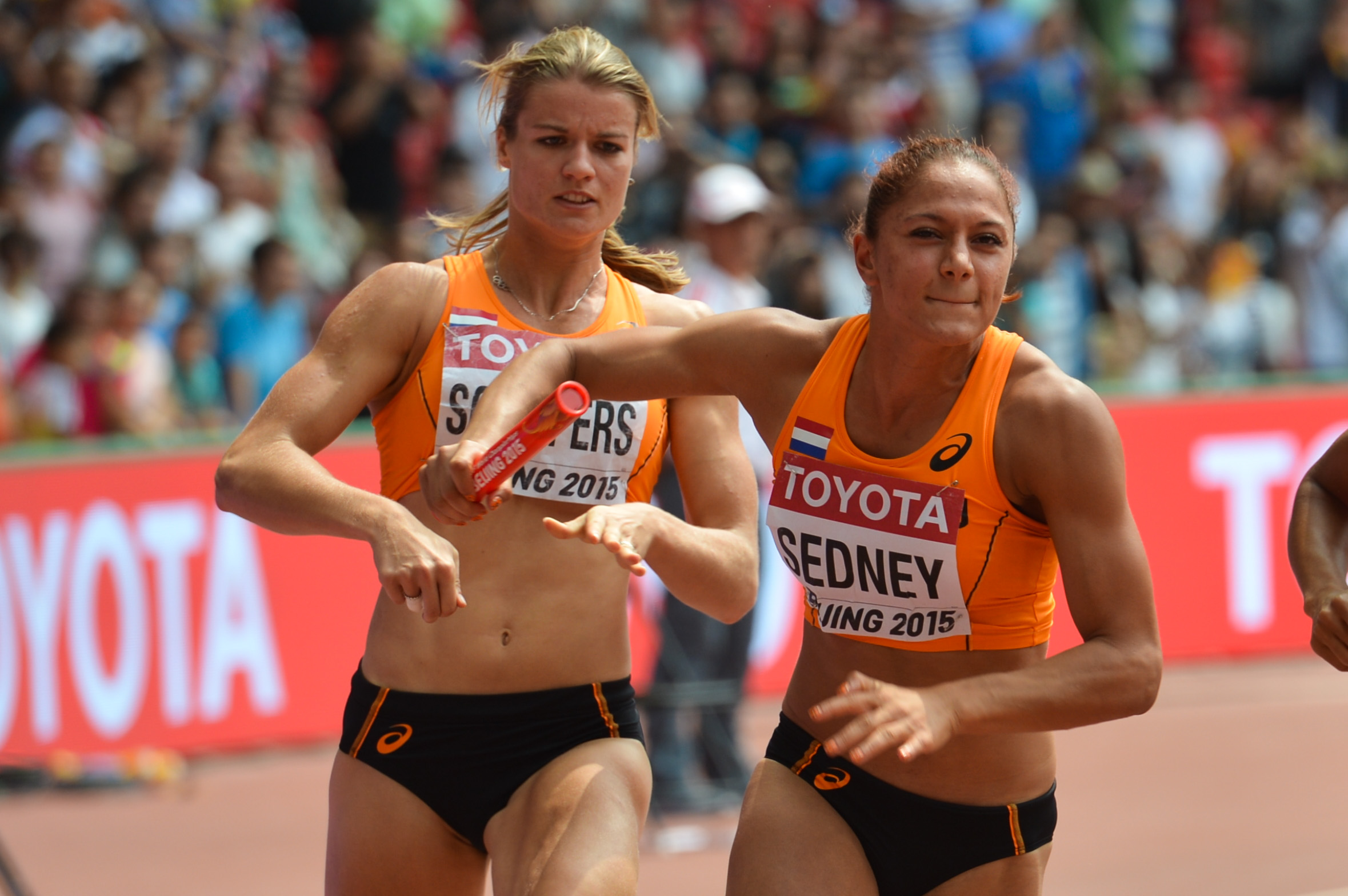
Naomi Sedney neemt de estafettestok over van Dafne Schippers tijdens de 4 × 100 m op de WK van 2015 in Peking.

Nauwelijks terug uit Tallinn volgde voor Sedney op 24 juli een optreden tijdens de Sainsbury’s Anniversary Games, een wedstrijd die deel uitmaakte van het Diamond League circuit. Samen met startloopster Nadine Visser werd zij, met het oog op de komende wereldkampioenschappen in Peking, uitgeprobeerd als lid van de Nederlandse 4 × 100 m estafetteploeg. Met wissels die voor verbetering vatbaar waren, werd het Nederlandse viertal, dat in actie kwam in de volgorde Nadine Visser, Dafne Schippers, Naomi Sedney en Jamile Samuel, in 42,69 tweede achter het team van de Verenigde Staten (eerste in 42,32). Ter vergelijking: het Nederlandse record staat sinds 2014 op 42,40. Het was het eerste optreden van Sedney in een Diamond League wedstrijd. Ten slotte voegde zij op de NK in Amsterdam twee bronzen plakken toe aan haar verzameling eremetaal, waarbij zij op de 200 m haar eerdere PR van 23,71 evenaarde.
Dit alles leidde ertoe, dat Naomi Sedney door de Atletiekunie werd gekozen in de ploeg voor de wereldkampioenschappen in Peking, waar zij zowel deelnam aan de individuele 100 m als de 4 × 100 m estafette. Op het individuele onderdeel werd zij met een tijd van 11,41 vierde in haar serie, onvoldoende om door te stromen naar de halve finale. Op het estafetteonderdeel liepen Nadine Visser, Dafne Schippers, Naomi Sedney en Jamile Samuel in de series naar een tijd van 42,32, een verbetering van het Nederlandse record uit 2014 met acht honderdste seconde. In de finale ging het bij de stokwissel tussen Sedney en Samuel mis en werd het viertal, dat finishte in 42,33, gediskwalificeerd.

### Goud op EK 2016 in Amsterdam + Olympische Spelen in Rio de Janiero
De EK van 2016 vonden plaats in Amsterdam. Sedney nam er deel aan de 100 m en de 4 × 100 m estafette. Op het individuele nummer kwam zij niet verder dan de halve finale, maar op de 4 × 100 m veroverde zij samen met Jamile Samuel, Dafne Schippers en Tessa van Schagen de gouden medaille in de nationale recordtijd van 42,04, een verbetering van het vorige record met 0,28 seconden. Na dit succes werd Sedney geselecteerd voor de estafette op de Olympische Spelen van 2016 in Rio de Janeiro Hier werd ze met de Nederlandse ploeg uitgeschakeld in de series van de 4 x 100 m. Na een moeilijke wissel tussen Samuel en Schippers eindigde het team met een tijd van 42,88 als zesde.

### WK 2017 in Londen
In 2017 nam Sedney zowel individueel als binnen de estafette ploeg deel aan de WK. Individueel strandde zij in de series waar ze met een tijd van 11,34, eindigde als zesde. De Nederlandse ploeg, bestaande uit Madiea Ghafoor, Schippers, Sedney en Samuel bereikte wel de finale en finishte hier als 8ste in 43,07.

### Zilver op EK 2018 in Berlijn
In 2018 was er weer succes met de Nederlandse estafetteploeg op de EK. Hier won Sedney samen met Marije van Hunenstijn, Schippers en Samuel zilver op de 4 x 100 m in 42,15. Individueel kwam Sedney ook in actie op de EK en nam zij deel aan de 100 m. Zij wist de halve finale te bereiken en werd hier zesde in 11,42.

### WK 2019 in Doha
In 2019 lukte het Sedney niet om zich individueel te plaatsen voor een internationaal toernooi, wel werd ze geselecteerd om met de estafette deel te nemen aan de WK. Het lukte de Nederlandse ploeg, bestaande uit Nargélis Statia Pieter, van Hunenstijn, Samuel en Sedney, niet om zich te plaatsen voor de finale van de 4 x 100 m. De ploeg liep de 9de  tijd (43,01) en dit was onvoldoende voor een plaats in de finale.

### 2021: EK indoor, WK estafette en Olympische Spelen
In 2021 werd Sedney voor de tweede maal Nederlands indoorkampioene op de 60 m in 7,28. Met deze tijd plaatste zij zich voor haar eerste internationale indoorkampioenschappen. Op de Europese indoorkampioenschappen in Toruń, Polen, bereikte zij de halve finale, waarin zij als zesde finishte.
Outdoor kwam Sedney met het estafetteteam in actie bij de World Relays in Polen en in haar tweede Olympische Spelen in Tokio, Japan. In Polen eindigde het Nederlandse estafetteteam (Samuel, Schippers, Visser, Sedney) ondanks een slechte wissel tussen Vissers en Sedney als derde in 44,10. Tijdens de Olympische Spelen zorgde een mislukte wissel tussen Visser en Schippers ervoor dat het Nederlandse estafetteteam (Visser, Schippers, Van Hunenstijn, Sedney) de finish tijdens de finale niet wist te bereiken.

### Privé
Naomi Sedney studeert psychologie aan de Open Universiteit. Haar jongere zus Zoë Sedney is als hordeloopster ook op hoog niveau actief in de atletiek.

## Kampioenschappen

### Internationale kampioenschappen
| Onderdeel | Titel              | Jaar |
| --------- | ------------------ | ---- |
| 4 × 100 m | Europees kampioene | 2016 |

### Nederlandse kampioenschappen
Outdoor
| Onderdeel | Jaar |
| --------- | ---- |
| 100 m     | 2016 |

Indoor
| Onderdeel | Jaar       |
| --------- | ---------- |
| 60 m      | 2017, 2021 |

## Persoonlijke records
Outdoor
| Onderdeel | Prestatie           | Datum         | Plaats      |
| --------- | ------------------- | ------------- | ----------- |
| 100 m     | 11,24 s (+ 0,2 m/s) | 13 april 2018 | Gainesville |
| 150 m     | 18,61 s (-2,0 m/s)  | 5 mei 2012    | Lisse       |
| 200 m     | 23,42 s (-0,5 m/s)  | 20 mei 2017   | Tübingen    |

Indoor
| Onderdeel | Prestatie | Datum            | Plaats    |
| --------- | --------- | ---------------- | --------- |
| 60 m      | 7,22 s    | 17 februari 2018 | Apeldoorn |
| 200 m     | 23,46 s   | 28 februari 2016 | Apeldoorn |

## Palmares

### 60 m
- 2013: 3e in ½ fin. NK indoor – 7,85 s (in serie 7,84 s)
- 2014: 3e in ½ fin. NK indoor – 7,74 s
- 2015:  NK indoor – 7,47 s
- 2016:  NK indoor – 7,30 s
- 2017:  NK indoor – 7,28 s
- 2018:  NK indoor – 7,22 s
- 2019: 6e NK indoor – 7,42 s
- 2020:  NK indoor – 7,28 s
- 2021:  NK indoor – 7,28 s
- 2021: 6e in ½ fin.  EK indoor - 7,35 s (in serie 7,27 s)
- 2022:  NK indoor – 7,40 s

### 100 m
- 2012: 7e NK – 12,02 s (+0,1 m/s)
- 2014: 6e NK – 11,83 s (+0,7 m/s) (in ½ fin. 11,80 s; - 0,5 m/s)
- 2015: 5e FBK Games – 11,34 s (+1,8 m/s)
- 2015:  NK – 11,54 s (+0,8 m/s)
- 2015: 4e EK U23 - 11.62
- 2015: 4e in serie WK – 11,41 s (-1,3 m/s)
- 2016:  NK – 11,44 s (+0,2 m/s)
- 2016: 6e in ½ fin. EK – 11,44 s (in serie 11,36 s)
- 2017: 5e FBK Games - 11,50 s (-1,3 m/s)
- 2017:  Athletissima - 11,28 s (+0,2 m/s)
- 2017:  NK - 11,50 s (-0,8 m/s)
- 2017: 6e in serie WK - 11,43 s (+1,3 m/s)
- 2018:  NK - 11,57 s (-0,3 m/s)
- 2018: 6e in ½ fin. EK – 11,42 s (+0,2 m/s)
- 2019: 6e NK - 11,72 s (-0,9 m/s)
- 2020:  NK - 11,33 s (+1,2 m/s)
- 2021: 6e FBK Games - 11,33 (+0,8 m/s)
- 2021: 4e NK - 11,39 s (+1,2 m/s)
- 2022:  NK - 11,36 s (-0,1 m/s)
- 2024: 6e NK - 11,72 s (+1,2 m/s)

Diamond League-resultaten
- 2021: 4e Stockholm Bauhaus Athletics - 11,44 s (-1,3 m/s)

### 200 m
- 2014: 4e NK – 24,55 s (+0,6 m/s)
- 2015:  NK indoor – 24,01 s
- 2015:  NK – 23,71 s (-0,2 m/s)
- 2016:  NK indoor – 23,46 s
- 2016:  NK – 23,47 s (+0,4 m/s)
- 2020: 5e NK - 23,67 s (+1,8 m/s)

### 4 × 100 m
- 2011:  EJOF - 45,93 s
- 2012: 6e WK U20 – 45,22 s (in serie 44,68 s)
- 2013:  EK U20 – 44,22 s
- 2014:  EK landenteams Superleague te Braunschweig – 42,95 s
- 2015: 4e EK U23 – 44,46 s
- 2015: DQ WK (in serie 42,32 s = NR)
- 2016:  EK – 42,04 s (NR)
- 2016: 6e in serie OS - 42,88 s
- 2017: 4e World Athletics Relays in Nassau - 43,17 s
- 2017: 8e WK - 43,07 s
- 2018:  EK - 42,15 s
- 2019: 4e in serie WK - 43,01 s
- 2021:  World Athletics Relays - 44,10 s (in serie 43,28 s)
- 2021: DNF OS (in serie 42,81)
- 2022: 6e in serie WK - 43,46 s
- 2022: 5e EK - 43,03 s

Diamond League resultaten
- 2015:  Sainsbury's Anniversary Games – 42,69 s
- 2022:  Athletissima - 43,02 s